# Ferriols
Ferriols és una masia del municipi de Puig-reig (Berguedà) inclosa en l'Inventari del Patrimoni Arquitectònic de Catalunya.

## Descripció
Masia de tres cossos, amb la façana horitzontal i cobertes a dues aigües. De forma rectangular allargada i porta principal de mig punt adovellada, respon a la tipologia de masia anomenada per Danés "Estructura clàssica de masia" i segons la recent terminologia, masia de tipus consolidat. Orientada a migjorn i amb l'asimetria tal usual a les façanes respon a un model típic i en aquest cas gairebé sense transformacions.
Masia d'estructura clàssica, amb coberta a dues vessants i amb el carener perpendicular a la façana, planta quadrada feta amb carreus ben polits i escairats i col·locats a contrajunt.

## Història
Construïda el 1441.
Ferriols apareix ja com a topònim d'un "mas" o "alou" en la documentació del segle X situat al peu de l'antiga "Strata Cardonensis". L'actual construcció és, però, del segle xv. Les llindes de les portes i finestrals esmenten les dades de 1441 i 1489.
Ferriols és actualment la masoveria del Soler de Jaumàs i és per aquest caràcter de masoveria que la masia no ha sofert les successives modificacions que afectaren a l'estructura de la casa pairal del Soler. Ferriols era una gran propietat que passà al Soler per política matrimonial (casament d'hereu i pubilla) als segles XVII-XVIII.
Es documenta en el Fogatge de l'any 1553: "Ramon ala al Mas Farriols".
La casa fou ampliada a la baixa edat mitjana i posteriorment, l'any 1596 es varen contractar les obres d'ampliació de la casa entre els Farriols i Joan Graner, picapedrer de la parròquia de Sant Pau de Casserres i el seu ajudant Màrius Llandres de la parròquia de Sant Martí de Puig-Reig. El document contractual, molt específic, es redacta en presència de Joan Lledó, batlle de Sant Martí de Puig-Reig. Francesc Torruelles, prior de Puig-reig i Joan Barbut, batlle de Merola, i de Gabriel Pellicer com a testimoni. S'hi varen construir noves cambres, finestres, portes, forn, celler, estable, galliner i era.
Molt a prop de la casa, al segle xviii, la família Farriols va construir l'Hostal de Ferriols.